# Коко Бийч
Коко Бийч (на английски: Cocoa Beach) е град в окръг Бревърд в щата Флорида, САЩ. Кокоа Бийч е с население от 12 435 жители (2005) и обща площ от 39 км² (15 мили²). Кокоа Бийч се намира в източната част на Флорида, на атлантическото крайбрежие.

## Побратимени градове
- Кюстендил, България[2]